# 多叶锦鸡儿
多叶锦鸡儿（学名：Caragana pleiophylla）为豆科锦鸡儿属下的一个种。

## 扩展阅读
- 維基物種上的相關：多叶锦鸡儿